# Renê
Pour l’article ayant un titre homophone, voir René.
Renê Rodrigues Martins dit Renê, né le 14 septembre 1992 à Picos, est un footballeur brésilien qui évolue au poste d'arrière gauche au Fluminense FC.

## Carrière
Renê a commencé sa carrière au Picos, un club de sa ville natale du même nom, en disputant une édition du championnat de Piauiense, où il a été mis en valeur et suscité l'intérêt du Sport Recife.
En 2014 ce fut l'année parfaite pour lui, titulaire du début à la fin de la saison, champion de la Copa do Nordeste et du championnat de Pernambuco, il a disputé les 38 matchs de la Brasileirão serie A, il a également participé à la sélection de Pernambucano et Nordestão. Dans la série Brasileirão A, il a mené la compétition en plaqués droits (139) et en passes droites (1622), mais aussi en mauvaises passes (250).
Le 6 février 2017, Renê a été annoncé comme un nouveau renfort pour Flamengo pour cette saison. Pour la négociation, Rubro-Negro Carioca a payé à Rubro-Negro Pernambucano R $ 3,2 millions pour 50% des droits économiques de l'arrière gauche, qui a signé un contrat valable 4 ans.

## Statistiques
| Saison                | Club                  | Championnat           | Championnat | Championnat | Coupe(s) nationale(s) | Coupe(s) nationale(s) | Compétition(s) continentale(s) | Compétition(s) continentale(s) | Compétition(s) continentale(s) | Total | Total |
| Saison                | Club                  | Division              | M.          | B.          | M.                    | B.                    | Comp.                          | M.                             | B.                             | M.    | B.    |
| 2012                  | SC Recife             | Brasileirão           | 13          | 0           | 1                     | 0                     | -                              | -                              | -                              | 14    | 0     |
| Sous-total            | Sous-total            | Sous-total            | 13          | 0           | 1                     | 0                     | -                              | -                              | -                              | 14    | 0     |
| Total sur la carrière | Total sur la carrière | Total sur la carrière | 13          | 0           | 1                     | 0                     | -                              | -                              | -                              | 14    | 0     |

## Palmarès
Flamengo
- Copa Libertadores en 2019
- Championnat du Brésil de football 2019, 2020
- Recopa Sudamericana 2020
- Supercoupe du Brésil 2020, 2021
- Campeonato Carioca 2019, 2020